# Крылов, Никифор Степанович
Никифор Степанович Крылов (1802, Калязин — 1831, Санкт-Петербург) — русский живописец, жанрист и портретист, один из первых учеников Алексея Венецианова.

## Биография
Работал в артели странствующих иконописцев. В 1824 году был замечен Алексеем Венециановым, который пригласил его учиться в Петербург. Под руководством Венецианова Крылов работал около шести лет. По словам Венецианова, «он остановился на портретной живописи и в оной отличен».
Умер от холеры, во время эпидемий 1830-1831 годов.

## Галерея

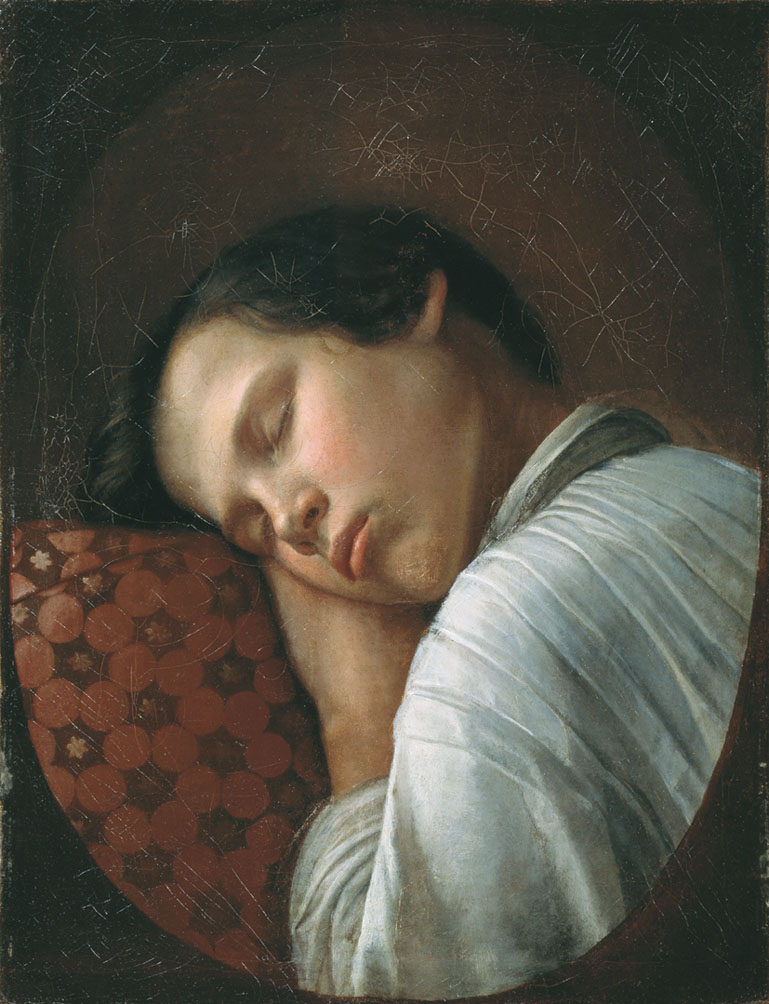
Спящий мальчик. 1824.
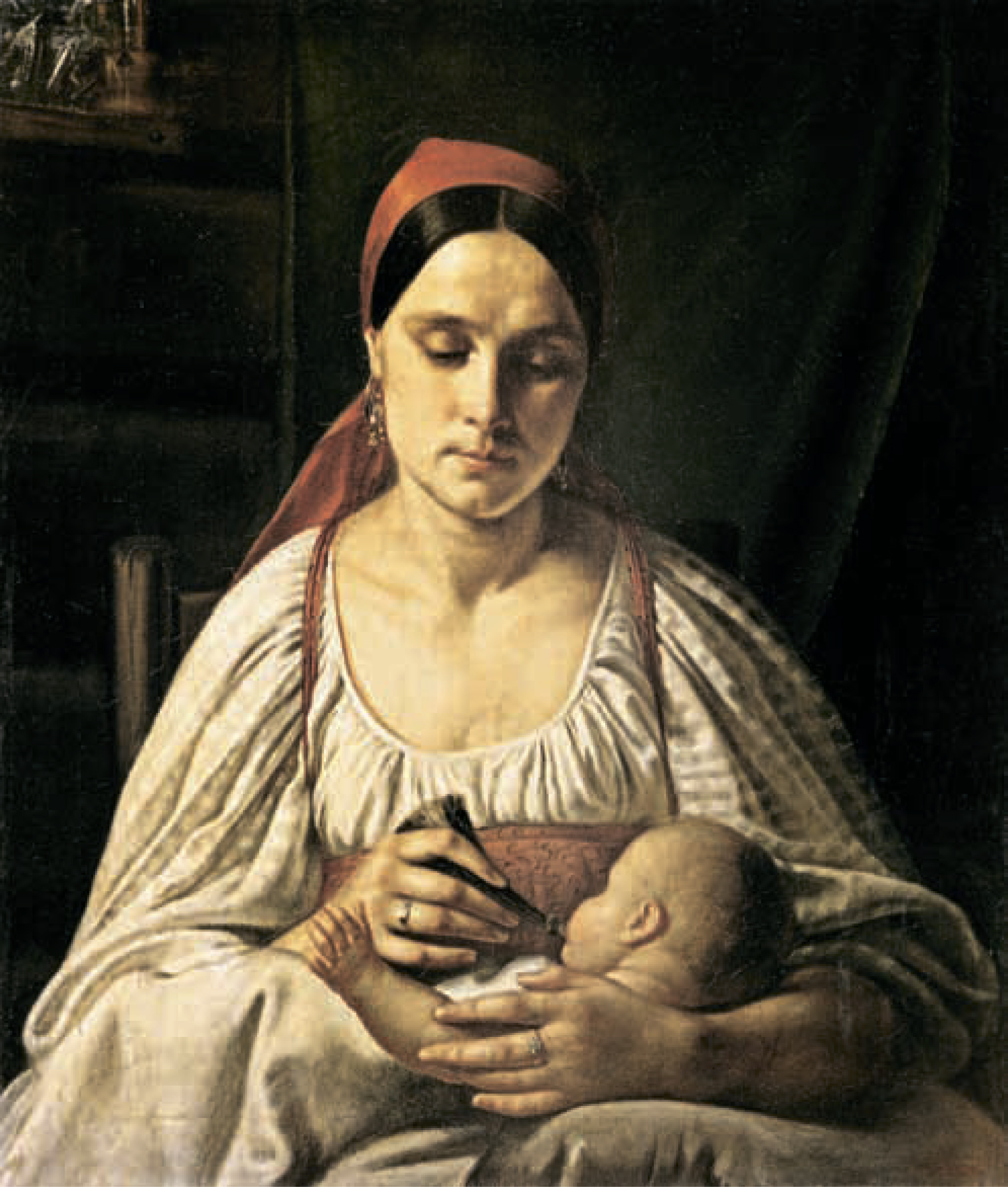
Русская крестьянка кормит ребенка из рожка. Не позднее 1831. Государственный Русский музей.
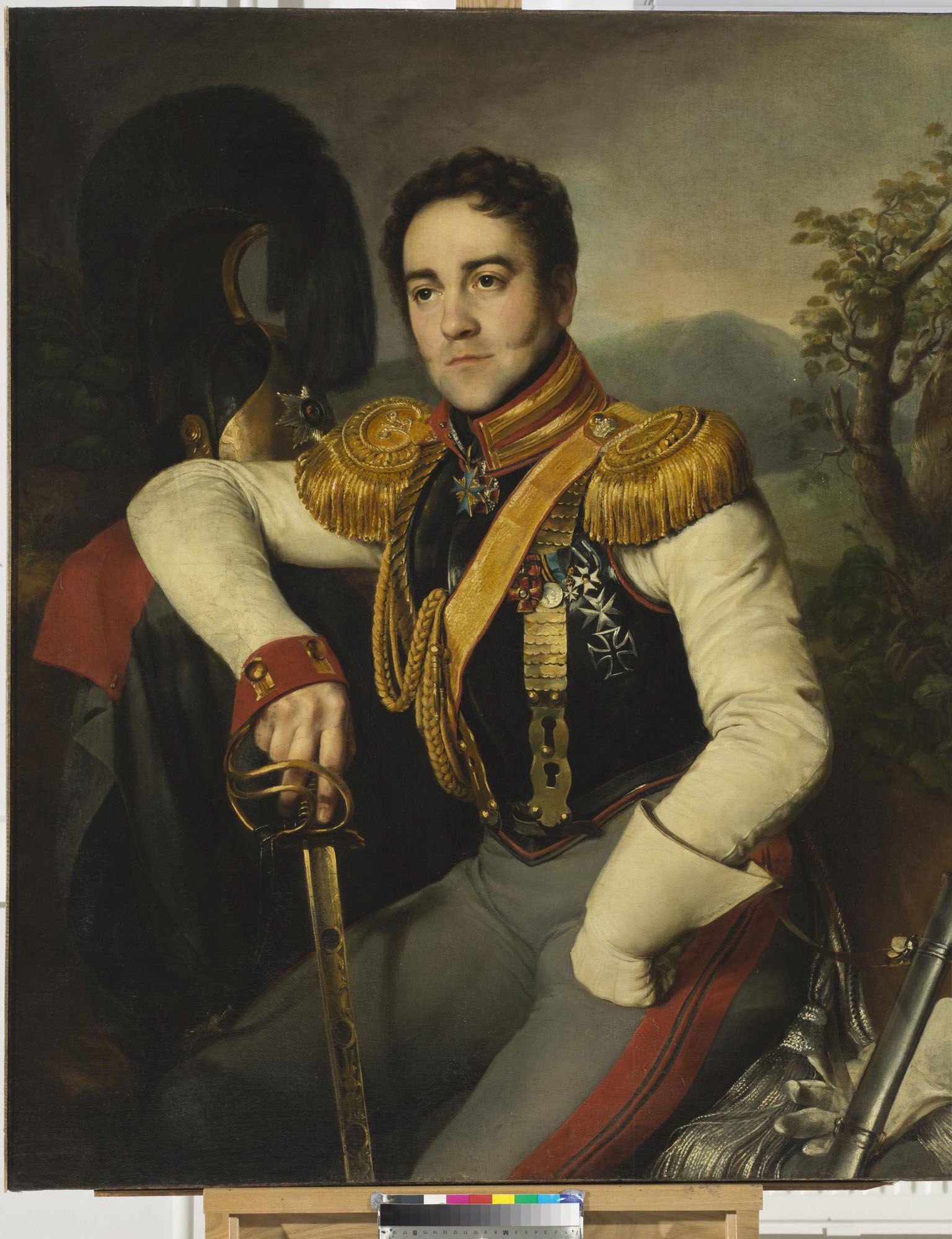
Портрет Владимира Степановича Апраксина. 1829, Государственный Эрмитаж.